# Michele Ortuso
Michele Ortuso (Monte Sant'Angelo, 31 agosto 1908 – Roma, 1981) è stato un chitarrista, direttore d'orchestra e compositore italiano.
È stato uno dei primi jazzisti italiani, contribuendo a diffondere questo tipo di musica in Italia negli anni '20 e '30; inoltre è stato, con Vittorio Spina, tra i primi suonatori di banjo italiani.

## Biografia

### Gli inizi
All'età di tre anni, insieme alla madre, raggiunge il padre, emigrato in Pennsylvania: musicista precoce, impara a suonare il mandolino all'età di sei anni, e successivamente impara a suonare il violino da un compaesano emigrato anch'egli.
La famiglia si trasferisce poi in Massachusetts, dove studia con il violinista Freddy Valva del Poly's Theatre di Worcester, e dove impara a suonare anche la chitarra ed il banjo: ed è proprio con questo strumento, in quel periodo molto di moda a causa del dixieland, che ha le prime soddisfazioni vincendo molti concorsi e manifestazioni locali.

### Il ritorno in Italia e il successo con il Mike Ortuso Quartet
Tornato in Italia nel 1923 si trasferisce a Roma cercando lavoro come musicista: non riuscendo a trovare scritture, ha l'idea di fingersi studente americano presentandosi come Mike Ortuso, e così ottiene la sua prima scrittura italiana nel 1924, per l'orchestra della rinomata Casina Valadier al Pincio, diretta dal maestro Baldoni.
Nel 1925 mette su un complesso tutto suo, il 'Mike Ortuso Quartet con cui si trasferisce a Firenze; suona poi nelle più importanti orchestre di Jazz italiane, in tournée in Italia e all'estero, rimanendo nel 1929 per molti mesi a Monaco di Baviera e a Berlino (dove incide alcuni dischi insieme ad Alberto Semprini).
Questa è la formazione del quartetto: Mike Ortuso alla voce e al banjo, Matteo Ortuso (fratello di Michele) al clarinetto, Ezio Gheri al pianoforte, Antonio Simonetti alla chitarra e Vito Rutigliani alla batteria.

### L'Orchestra Jazz Columbia e l'Orchestra Schackmeister
Nel 1931 si trasferisce a Milano, dove entra nell'Orchestra Jazz Columbia, di dodici elementi (tra cui il sassofonista Piero Rizza), costituita principalmente allo scopo di incidere in Italia standard jazz americani: due anni dopo però, avendo perso tutti i suoi averi al gioco, ritorna in Germania ed entra nell'Orchestra Schackmeister, costituita tutta da musicisti ebrei: con le leggi razziali, però, sono costretti a fuggire in Lussemburgo, e dopo qualche tempo Ortuso decide di ritornare in Italia, dove nel 1936 entra nell'orchestra del maestro Greppi.

### Con l'orchestra Angelini
L'anno successivo entra a far parte dell'orchestra dell'Eiar diretta dal maestro Cinico Angelini, ma in contemporanea forma anche un suo gruppo, l'Orchestra Rio Rita, che dirige per una decina d'anni in molti spettacoli e trasmissioni radiofoniche, accompagnando cantanti come Aldo Donà ed Ernesto Bonino.
Tra le incisioni con l'orchestra è da ricordare Tiger Rag (incisa nel 1938), in cui Ortuso esegue un assolo di banjo molto elaborato; si dimostrò anche un buon vocalista, cantando in Okay Baby e in On the Sunny Side of the Street.
Nel dopoguerra continua l'attività con l'Orchestra della canzone diretta dal maestro Cinico Angelini, con la quale è chitarrista in molte edizioni del Festival di Sanremo, partecipando anche a molte trasmissioni televisive.
Nel 1968 si ritirò dall'attività, trasferendosi al lido di Ostia; morì a Roma nel 1981.

## Discografia parziale

### 78 giri
- Novembre 1929 - Lollipops/Teasin' the frets (Electrola, EG 1651; pubblicato in Germania)

### CD
- 2004 - In the '30 (Riviera Jazz Records, registrazioni risalenti agli anni '30 dell'Orchestra Jazz Columbia)